# Капрафико (Терамо)
Капрафико (итал. Caprafico) је насеље у Италији у округу Терамо, региону Абруцо.
Према процени из 2011. у насељу је живело 410 становника. Насеље се налази на надморској висини од 309 м.